# Instituto de Artes de Minneapolis
O Instituto de Artes de Minneapolis (em inglês: Minneapolis Institute of Arts) é um museu de arte localizado em Minneapolis, nos Estados Unidos.
O museu foi fundado por iniciativa da Minneapolis Society of Fine Arts em 1883, com o objetivo de divulgar a arte na comunidade. Em 1889 a Society, já com o nome de Minneapolis Institute of Arts, mudou-se para a sua primeira sede permanente, um espaço organizado dentro da Biblioteca Pública de Minneapolis. Uma sede nova e exclusiva foi construída em 1915, um prédio que por si mesmo foi considerado uma obra de arte. Ao longo dos anos o projeto original foi diversas vezes reformado e ampliado.
o Instituto possui um acervo de cerca de oitenta mil obras, abrangendo cinco mil anos da história da arte de todos os continentes e nas mais variadas técnicas. É especialmente rica a coleção de arte asiática, uma das mais importantes dos Estados Unidos. O Instituto exibe obras em caráter rotativo e recebe acervos de outros museus para exposições temporárias.

## História
A Sociedade de Belas Artes de Minneapolis foi criada em 1883 com o objetivo de levar as artes à comunidade local. A comunidade, formado majoritariamente por líderes empresariais e profissionais, organizou exposições de arte ao longo da década. Em 1889, a Sociedade, que passou a ser conhecida como Instituto de Artes de Minneapolis, mudou-se para o seu primeiro endereço permanente, dentro da recém-construída Biblioteca Pública de Minneapolis.
O Instituto recebeu doações de Clinton Morrison e William Hood Dunwoody, entre outros, para financiar sua construção. Em 1911, Morrison doou a terra, anteriormente ocupada pela mansão de sua família em Villa Rosa, em memória de seu pai, Dorilus Morrison, para que o instituto juntasse o valor de US $ 500.000 necessário para a construção do prédio. Poucos dias depois, o instituto recebeu uma carta de Dunwoody, que declarou uma doação de $100,000. Alguns dias depois, um jantar beneficente trouxe, em apenas 90 minutos, uma quantia de $ 335,500. 
O novo museu, cujo design havia sido feito pela firma McKim, Mead e White, abriu em 1915. O prédio passou a ser reconhecido como um dos melhores exemplos do estilo arquitetônico Beaux-Arts em Minnesota. O historiador de arte Bevis Hillier organizou a exposição Art Deco no museu, apresentada de julho a setembro de 1971, que provocou um ressurgimento do interesse por este estilo artístico. O prédio foi originalmente destinado a ser o primeiro de várias seções, mas apenas a parte da frente foi construída. Vários anexos foram construídos posteriormente de acordo com outros planos, incluindo uma adição de 1974 por Kenzo Tange. Uma expansão projetada por Michael Graves foi concluída em junho de 2006. Antes da expansão mais recente, apenas 4% das quase 100.000 obras do acervo do museu poderiam estar em exibição ao mesmo tempo; agora esse número é de 5%.
Em 2015, o Instituto se relançou, tirando o "s" do final de "Arts", tornando-se apenas Instituto de Arte de Minneapolis e encorajando o uso do apelido Mia em vez da sigla MIA. 

## Obras do acervo

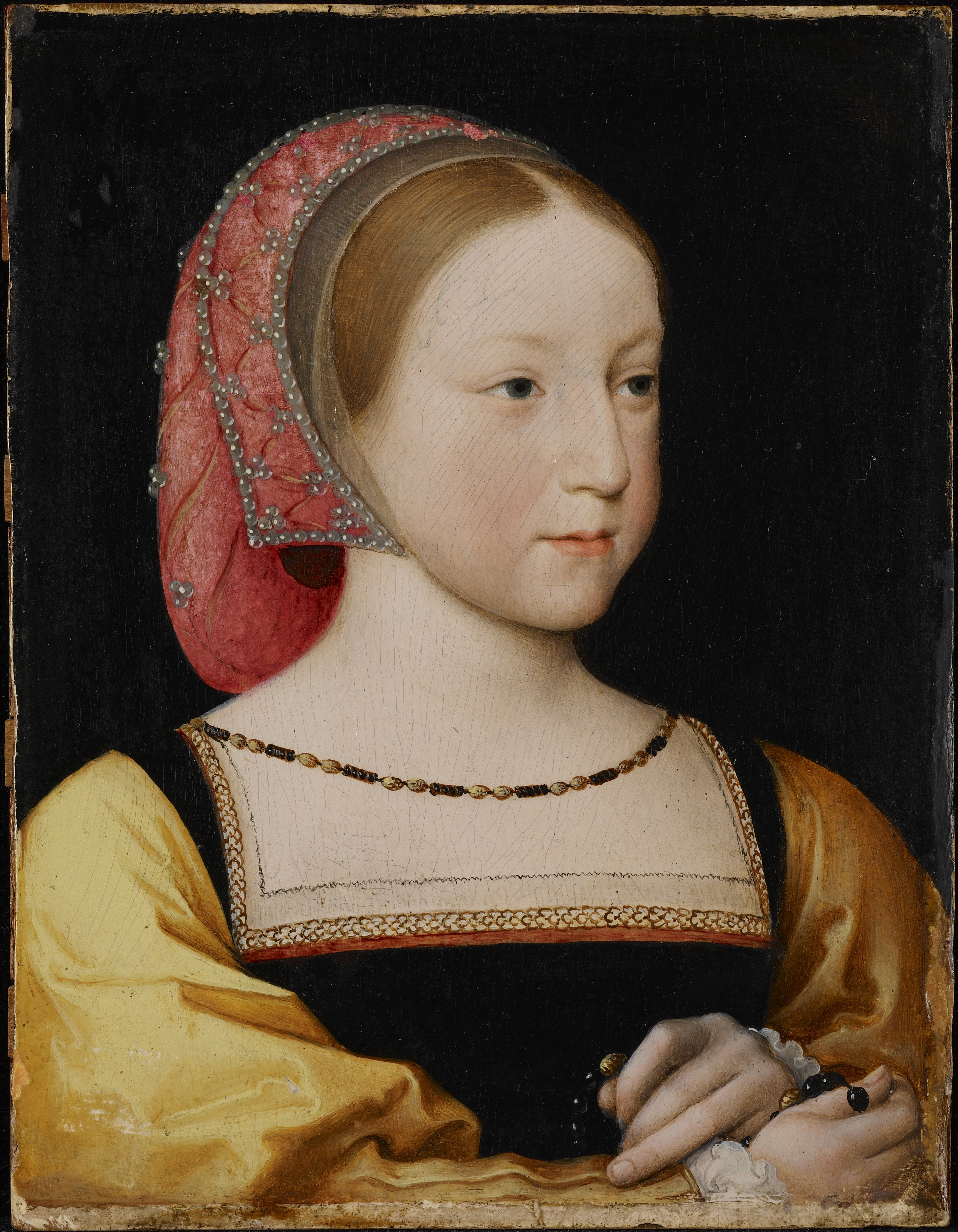
Jean Clouet: Retrato de Carlota da França, c. 1522
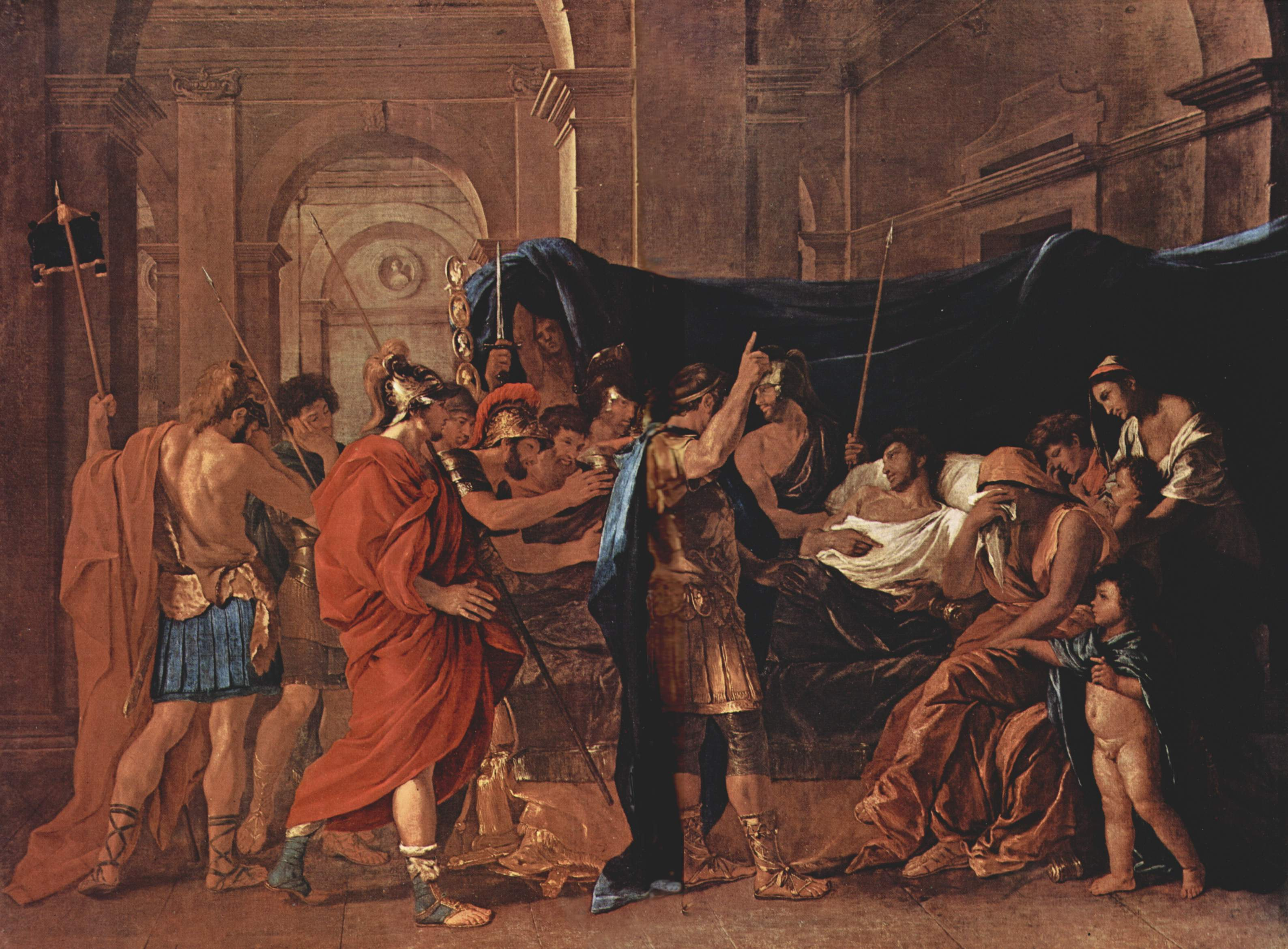
Nicolas Poussin: A morte de Germanicus, c. 1628
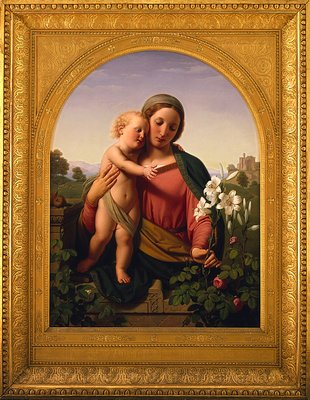
Franz Ittenbach: Madonna e o Menino, 1855
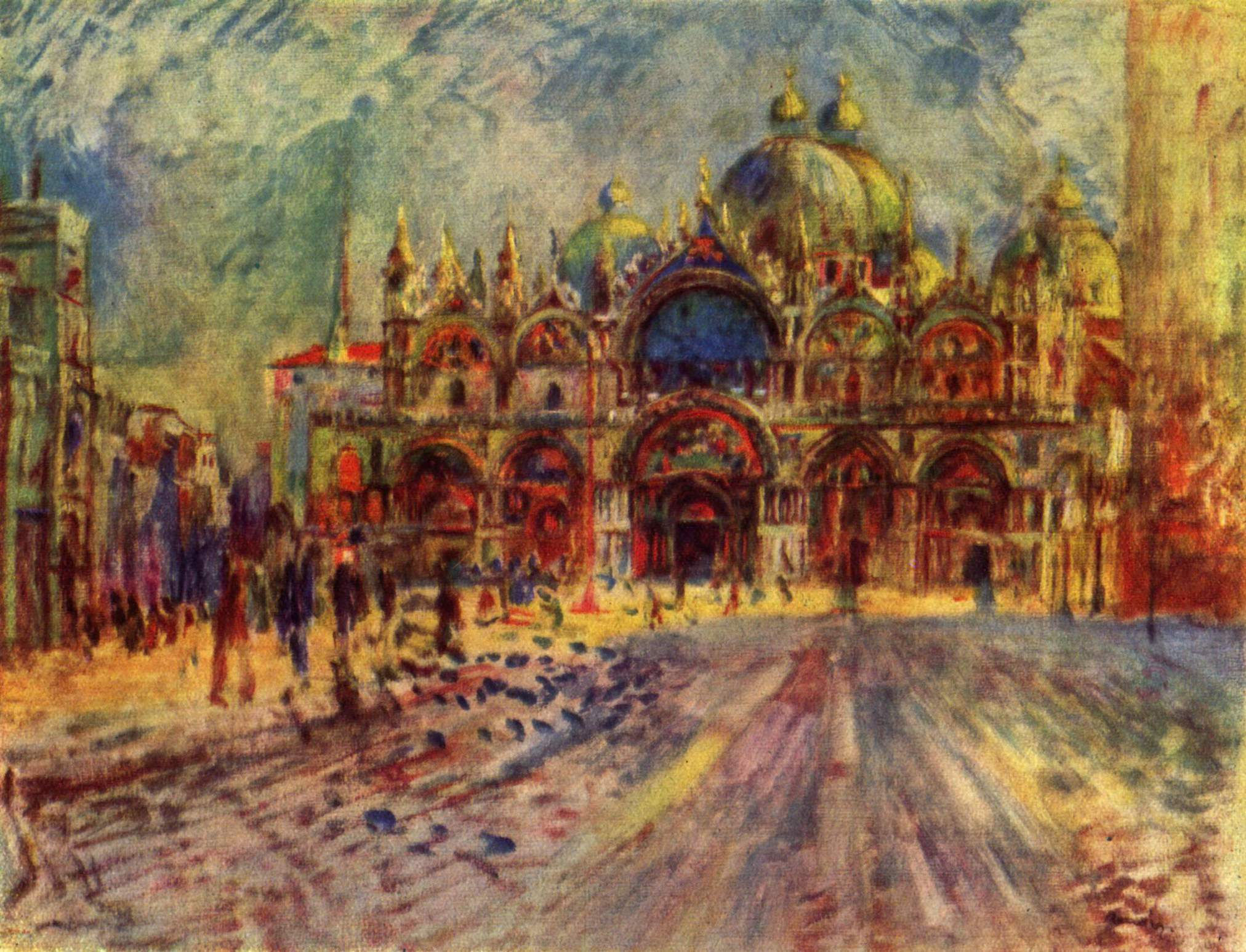
Pierre-Auguste Renoir: Praça de São Marcos em Veneza, 1881
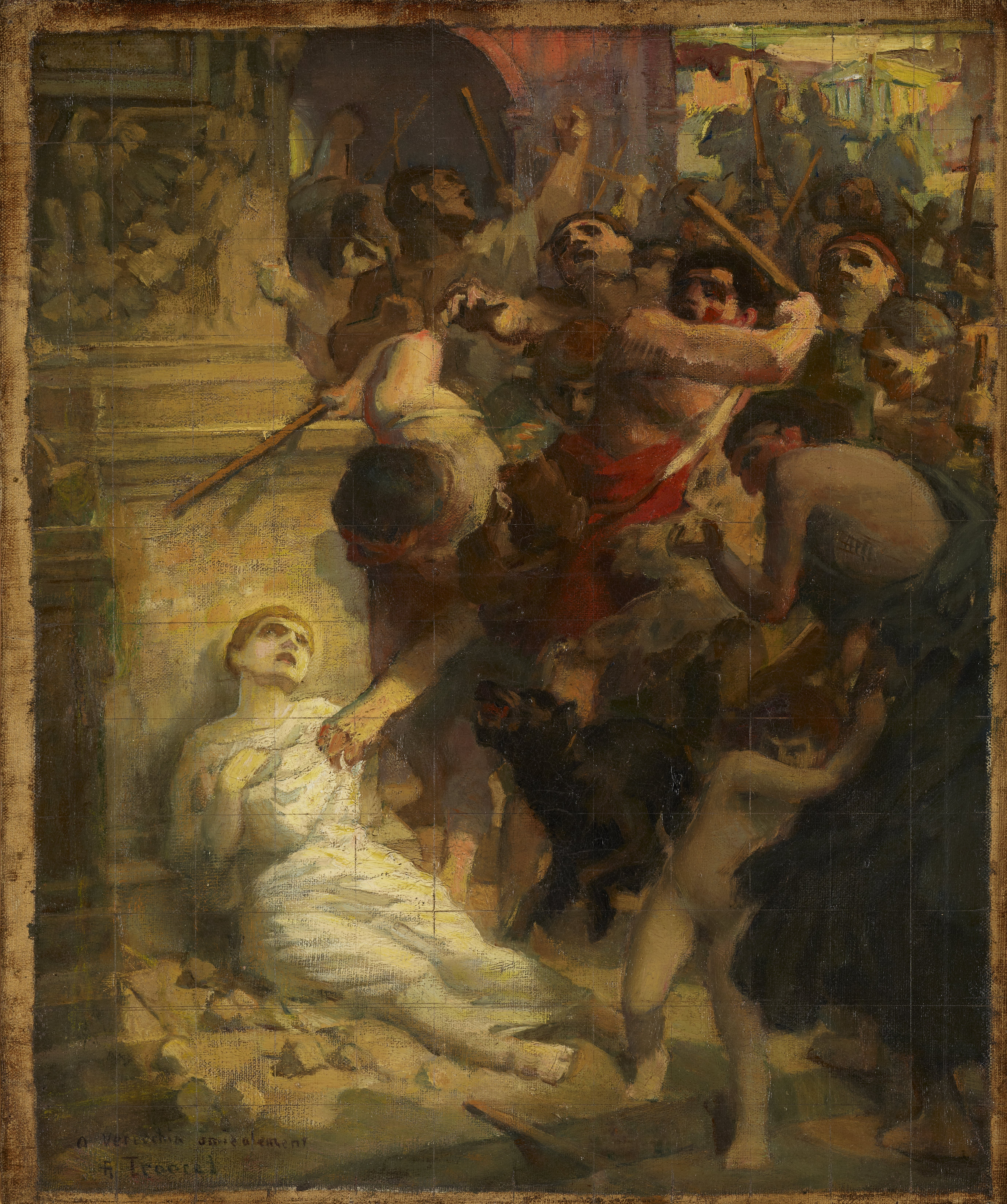
Antony Troncet: Martírio de São Tarcísio, 1908

## Nota
- Este artigo foi inicialmente traduzido, total ou parcialmente, do artigo da Wikipédia em inglês cujo título é «Minneapolis Institute of Arts», especificamente desta versão.